# Championnats de France de triathlon longue distance 2013
Navigation
Édition précédente Édition suivante
Cet article présente les résultats du Championnats de France de triathlon longue distance 2013, qui a eu lieu à Calvi le dimanche 19 mai 2013.

## Championnat de France de triathlon longue distance 2013

### Résultats

#### Homme
|        | Triathlète        | Temps           |
| ------ | ----------------- | --------------- |
| Or     | Sylvain Sudrie    | 4 h 05 min 07 s |
| Argent | Hervé Faure       | 4 h 09 min 33 s |
| Bronze | Nicolas Fernandez | 4 h 09 min 54 s |
| 4      | Jérémy Jurkiewicz | 4 h 20 min 24 s |
| 5      | Gwénaël Ouilleres | 4 h 24 min 29 s |

#### Femme
|        | Triathlète                | Temps           |
| ------ | ------------------------- | --------------- |
| Or     | Delphine Pelletier        | 4 h 42 min 36 s |
| Argent | Alexandra Louison         | 4 h 49 min 10 s |
| Bronze | Anaïs Robin               | 4 h 55 min 04 s |
| 4      | Céline Feder              | 5 h 00 min 08 s |
| 5      | Marlène Grosperrin        | 5 h 06 min 32 s |
| 6      | Camille Donat             | 5 h 06 min 36 s |
| 7      | Sabrina Godard-Monmarteau | 5 h 14 min 12 s |